# 2020 en UFC
El año 2020 fue el vigésimo octavo año en la historia de Ultimate Fighting Championship, (UFC), una promoción de artes marciales mixtas con sede en Estados Unidos.

## Alianza
A partir de 2021, se anunció una alianza entre el UFC y la plataforma Flow de Dapper Labs para que los fanáticos de MMA puedan poseer, mantener y comerciar coleccionables con la marca UFC el 26 de febrero de 2020.
A partir de abril de 2021, el UFC anunció a Venum como su socio exclusivo de equipamiento el 11 de julio de 2020.

## 2020 en números
Los números a continuación registran los eventos, peleas, técnicas y luchadores realizados o realizados durante el año 2020 en UFC.
| Eventos                         | Eventos                        | Eventos                          | Eventos                       | Eventos                       | Eventos                       | Eventos                        | Eventos                          |
| Números                         | PPV                            | Ubicaciones                      | Países                        | Ciudades                      | Mayor asistencias             | Menor asistencias              | Notas                            |
| ------------------------------- | ------------------------------ | -------------------------------- | ----------------------------- | ----------------------------- | ----------------------------- | ------------------------------ | -------------------------------- |
| 41                              | 11                             | 10                               | 4                             | 9                             | 19,040                        | 0                              | 5 canceladas                     |
| Peleas                          |                                |                                  |                               |                               |                               |                                |                                  |
| Números                         | Nocaut                         | Sumisión                         | Decisión unánime              | Decisión dividida             | Sin resultado                 | Tiempo total de pelea          | Notas                            |
| 456                             | 139                            | 82                               | 185                           | 35                            | 5                             | 83' 33"                        | Peleas totales por el título- 19 |
| Técnicas                        |                                |                                  |                               |                               |                               |                                |                                  |
| Nocaut más rápido               | Sumisión más rápida            | Golpes significativos conectados | Número de derribos realizados | Número de intentos de derribo | Número de knockdowns          | Número de intentos de sumisión | Notas                            |
| Khamzat Chimaev - 0:17 segundos | Brian Kelleher - 0.39 segundos | 40,180                           | 905                           | 2,447                         | 187                           | 281                            |                                  |
| Peleadores                      |                                |                                  |                               |                               |                               |                                |                                  |
| Número de peleadores            | Debutantes en UFC              | Lanzamientos / Retirados         | Luchadores suspendidos        | Número de campeones           | Número de campeones interinos | Número de defensas de título   | Notas                            |
| 576                             | 123                            | 85                               | 34                            | 13                            | 1                             | 15                             |                                  |

## Peleadores liberados
Estos peleadores fueron liberados de sus contratos con UFC, anunciaron su retiro o se unieron a otras promociones:
- Alex White - Liberado en febrero - Peso pluma [4]
- Anderson Silva - Liberado en noviembre - Peso medio[5]
- Anthony Pettis - Firmó con PFL en diciembre - Peso wélter[6]
- Antônio Rogério Nogueira - Retirado en julio - Peso semipesado[7]
- Austin Springer - Liberado en septiembre - Peso pluma[8]
- Ben Saunders - Liberado en enero - Peso wélter[9]
- Ben Sosoli - Liberado en octubre - Peso pesado[10]
- Bevon Lewis - Liberado en noviembre - Peso medio
- Brad Katona - Liberado en febrero - Peso gallo[9]
- Brandon Davis - Liberado en enero - Peso pluma[9]
- Brett Johns - Firmó con Bellator MMA en octubre - Peso gallo [11]
- Callan Potter - Liberado en agosto - Peso ligero[12]
- Carlos Huachin - Liberado en enero - Peso gallo[9]
- Chad Laprise - Liberado en marzo - Peso wélter [13]
- Charles Byrd - Retirado en junio - Peso medio[14]
- Cole Smith - Liberado en diciembre - Peso gallo [15]
- Corey Anderson - Firmó con Bellator MMA en agosto - Peso semipesado[16]
- Cyril Asker - Liberado en marzo - Peso pesado[17]
- Daniel Cormier - Retirado en agosto - Peso pesado[18]
- Daniel Spitz - Liberado en enero - Peso pesado[9]
- Daniel Teymur - Liberado en febrero - Peso pluma[19]
- Devin Clark - Liberado en diciembre - Peso semipesado[20]
- Eddie Wineland - Liberado en septiembre - Peso gallo[21]
- Elizeu Zaleski dos Santos - Firmó con Bellator en agosto - Peso wélter[22]
- Emil Weber Meek - Liberado en enero - Peso wélter[23]
- Evan Dunham - Retirado en julio - Peso ligero[24]
- Fabricio Werdum - Firmó con PFL en octubre - Peso pesado[25]
- Francimar Barroso - Firmó con ACB en marzo - Peso pesado[26]
- Gadzhimurad Antigulov - Liberado en febrero - Peso semipesado[27]
- Gian Villante - Retirado en noviembre - Peso semipesado[28]
- Glover Teixeira - Retirado en enero - Peso semipesado[29]
- Gray Maynard - Liberado en septiembre - Peso ligero[30]
- Greg Hardy - Liberado en noviembre - Peso pesado[31]
- Ion Cuțelaba - Firmó con Bellator en diciembre - Peso semipesado[32]
- James Vick - Retirado en febrero - Peso ligero[33]
- Jared Gordon - Liberado en octubre - Peso ligero[34]
- Joaquim Silva - Liberado en abril - Peso ligero[35]
- Johny Hendricks - Retirado en junio - Peso wélter[36]
- Jonathan Pearce - Liberado en mayo - Peso pluma[37]
- Joshua Culibao - Firmó con ONE Championship en diciembre - Peso pluma[38]
- Julija Stoliarenko - Liberada en noviembre - Peso gallo[39]
- Karl Roberson - Liberado en marzo - Peso mediano[40]
- Lina Länsberg - Retirada en septiembre - Peso gallo[41]
- Marc Diakiese - Firmó con Bellator en octubre - Peso ligero[42]
- Marion Reneau - Retirada en julio - Peso gallo[43]
- Markus Perez - Liberado en agosto - Peso mediano[44]
- Michael Johnson - Firmó con PFL en abril - Peso ligero[45]
- Mike Perry - Firmó con BKFC en septiembre - Peso wélter[46]
- Ovince Saint Preux - Liberado en diciembre - Peso semipesado[47]
- Paige VanZant - Firmó con BKFC en julio - Peso mosca[48]
- Randa Markos - Liberada en noviembre - Peso paja[49]
- Ricardo Lamas - Retirado en agosto - Peso pluma[50]
- Roxanne Modafferi - Retirada en diciembre - Peso mosca[51]
- Shana Dobson - Liberada en octubre - Peso mosca[52]
- Sheymon Moraes - Firmó con ONE Championship en noviembre - Peso pluma[53]
- Stefan Struve - Retirado en febrero - Peso pesado[54]
- Tim Elliott - Firmó con Bellator en septiembre - Peso mosca[55]
- Trevin Giles - Firmó con PFL en diciembre - Peso mediano[56]
- Vanessa Melo - Liberada en octubre - Peso gallo[57]
- Vicente Luque - Firmó con Bellator en julio - Peso wélter[58]
- Will Brooks - Firmó con PFL en noviembre - Peso ligero[59]
- Yancy Medeiros - Firmó con Bellator en octubre - Peso wélter[60]

|}

## Luchadores debutantes en UFC
Los siguientes luchadores pelearon su primera pelea en UFC en 2020:
- Aalon Cruz - UFC Fight Night 169
- Adrian Yañez - UFC Fight Night 181
- Alan Baudot - UFC Fight Night 179
- Aleksa Camur - UFC 246
- Alexander Muñoz - UFC Fight Night 174
- Alexander Romanov - UFC Fight Night 177
- Ali Alqaisi - UFC Fight Night 174
- Amir Albazi - UFC Fight Night 172
- Andreas Michailidis - UFC on ESPN 13
- Anthony Ivy - UFC on ESPN 10
- Austin Lingo - UFC 247
- Austin Springer - UFC Fight Night 175
- Bill Algeo - UFC Fight Night 175
- Brandon Royval - UFC on ESPN 9
- Brok Weaver - UFC Fight Night 167
- Cameron Else - UFC on ESPN 16
- Carlos Felipe - UFC Fight Night 172
- Carlton Minus - UFC on ESPN 15
- Charlie Ontiveros - UFC Fight Night 181
- Chris Daukaus - UFC 252
- Christian Aguilera - UFC on ESPN 10
- Cody Durden - UFC Fight Night 173
- Cory McKenna - UFC Fight Night 183
- Danny Chavez - UFC 252
- Danilo Marques - UFC 253
- Daniel Rodriguez - UFC Fight Night 167
- Darrick Minner - UFC Fight Night 169
- David Dvořák - UFC Fight Night 170
- Dricus du Plessis - UFC Fight Night 179
- Duško Todorović - UFC on ESPN 16
- Dustin Stoltzfus - UFC 255
- Gabriel Green - UFC on ESPN 10
- Guram Kutateladze - UFC Fight Night 180
- Gustavo Lopez - UFC on ESPN 10
- Herbert Burns - UFC Fight Night 166
- Isaac Villanueva - UFC Fight Night 171
- Ilia Topuria - UFC Fight Night 179
- Impa Kasanganay - UFC Fight Night 175
- Irwin Rivera - UFC on ESPN 8
- Jacob Malkoun - UFC 254
- Jai Herbert - UFC on ESPN 14
- Jamahal Hill - UFC Fight Night 166
- Jamall Emmers - UFC 248
- Jamie Pickett - UFC Fight Night 183
- Jamey Simmons - UFC Fight Night 182
- Jared Gooden - UFC 255
- Jason Witt - UFC on ESPN 12
- Jerome Rivera - UFC Fight Night 178
- Jimmy Flick - UFC Fight Night 183
- Jinh Yu Frey - UFC on ESPN 12
- Jiří Procházka - UFC 251
- Joaquin Buckley - UFC Fight Night 174
- John Castañeda - UFC on ESPN 14
- Johnny Muñoz Jr. - UFC Fight Night 174
- Jordan Leavitt - UFC on ESPN 19
- Jordan Williams - UFC on ESPN 16
- Jordan Wright - UFC on ESPN 15
- Josh Parisian - UFC on ESPN 18
- Joshua Culibao - UFC Fight Night 168
- Justin Jaynes - UFC on ESPN 11
- KB Bhullar - UFC Fight Night 179
- Kai Kamaka III - UFC 252
- Khaos Williams - UFC 247
- Kanako Murata - UFC Fight Night 183
- Kay Hansen - UFC on ESPN 12
- Kevin Croom - UFC Fight Night 177
- Kevin Natividad - UFC Fight Night 181
- Khamzat Chimaev - UFC on ESPN 13
- Kyle Daukaus - UFC on ESPN 12
- Kyler Phillips - UFC Fight Night 169
- Liliya Shakirova - UFC 254
- Louis Cosce - UFC 255
- Ľudovít Klein - UFC 253
- Nassourdine Imavov - UFC on ESPN 16
- Nate Landwehr - UFC Fight Night 166
- Nate Maness - UFC Fight Night 173
- Malcolm Gordon - UFC Fight Night 172
- Mariya Agapova - UFC on ESPN 10
- Mark Striegl - UFC Fight Night 180
- Mateusz Gamrot - UFC Fight Night 180
- Matthew Semelsberger - UFC on ESPN 15
- Max Rohskopf -  UFC on ESPN 11
- Maxim Grishin - UFC 251
- Miranda Maverick - UFC 254
- Modestas Bukauskas - UFC on ESPN 13
- Mounir Lazzez - UFC on ESPN 13
- Niklas Stolze - UFC on ESPN 14
- Norma Dumont - UFC Fight Night 169
- Ode' Osbourne - UFC 246
- Parker Porter - UFC 252
- Peter Barrett - UFC Fight Night 174
- Phil Hawes - UFC 254
- Philipe Lins - UFC Fight Night 171
- Rhys McKee - UFC on ESPN 14
- Rodrigo Nascimento - UFC on ESPN 8
- Roman Bogatov - UFC 251
- Roman Dolidze - UFC Fight Night 172
- Sam Hughes - UFC 256
- Sarah Alpar - UFC Fight Night 178
- Shanna Young - UFC Fight Night 167
- Sasha Palatnikov - UFC 255
- Shavkat Rakhmonov - UFC 254
- Spike Carlyle - UFC Fight Night 169
- Stephanie Egger - UFC Fight Night 179
- Steve Garcia - UFC Fight Night 169
- Ramiz Brahimaj - UFC Fight Night 182
- Ray Rodriguez - UFC Fight Night 176
- Roque Martinez - UFC Fight Night 177
- Timur Valiev - UFC on ESPN 15
- T.J. Brown - UFC Fight Night 169
- T.J. Laramie - UFC Fight Night 178
- Tafon Nchukwi - UFC Fight Night 183
- Tagir Ulanbekov - UFC Fight Night 179
- Tom Aspinall - UFC on ESPN 14
- Tony Gravely - UFC Fight Night 166
- Tony Kelley - UFC 252
- Trevin Jones - UFC on ESPN 15
- Victor Rodriguez -  UFC Fight Night 181
- Vincent Cachero - UFC Fight Night 173
- William Knight - UFC 253
- Youssef Zalal - UFC 247
- Zarrukh Adashev - UFC on ESPN 10
- Zhalgas Zhumagulov - UFC 251

|}

## Peleas por el título
1. ↑  Por el Campeonato de Peso Mosca de Mujeres de UFC.
2. ↑  Por el Campeonato de Peso Semipesado de UFC.
3. ↑  Por el vacante Campeonato de Peso Mosca de UFC, sin embargo Figueiredo no pudo llevarse el campeonato por haber fallado el peso.
4. ↑  Por el Campeonato de Peso Paja de Mujeres de UFC.
5. ↑  Por el Campeonato de Peso Medio de UFC.
6. ↑  Por el Campeonato de Peso Gallo de UFC.
7. ↑  Por el Campeonato Interino de Peso Ligero de UFC.
8. ↑  Por el Campeonato de Peso Pluma Femenino de UFC.
9. ↑  Por el vacante Campeonato de Peso Gallo de UFC.
10. ↑  Por el Campeonato de Peso Pluma de UFC.
11. ↑  Por el Campeonato de Peso Wélter de UFC.
12. ↑  Por el vacante Campeonato de Peso Mosca de la UFC.
13. ↑  Por el Campeonato de Peso Pesado de UFC.
14. ↑  Por el vacante Campeonato de Peso Semipesado de UFC.
15. ↑  Por el Campeonato de Peso Medio de UFC.
16. ↑  Por el Campeonato de Peso Ligero de la UFC.
17. ↑  Por el Campeonato de Peso Mosca Femenino de la UFC.
18. ↑  Por el Campeonato de Peso Mosca de la UFC.
19. ↑  Por el Campeonato de Peso Mosca de la UFC. A Figueiredo se le descontó un punto en el tercer asalto por un golpe en la ingle.

## Lista de eventos
| #   | Evento                                        | Fecha                    | Sede                           | Localización                     | Fuente    |
| --- | --------------------------------------------- | ------------------------ | ------------------------------ | -------------------------------- | --------- |
| 506 | UFC 246: McGregor vs. Cowboy                  | 18 de enero de 2020      | T-Mobile Arena                 | Las Vegas, Nevada, USA           |           |
| 507 | UFC Fight Night: Blaydes vs. dos Santos       | 25 de enero de 2020      | PNC Arena                      | Raleigh, Carolina del Norte, USA |           |
| 508 | UFC 247: Jones vs. Reyes                      | 8 de febrero de 2020     | Toyota Center                  | Houston, Texas, USA              |           |
| 509 | UFC Fight Night: Anderson vs. Błachowicz 2    | 15 de febrero de 2020    | Santa Ana Star Center          | Rio Rancho, Nuevo México, USA    |           |
| 510 | UFC Fight Night: Felder vs. Hooker            | 23 de febrero de 2020    | Spark Arena                    | Auckland, NZL                    |           |
| 511 | UFC Fight Night: Benavidez vs. Figueiredo     | 29 de febrero de 2020    | Chartway Arena                 | Norfolk, Virginia, USA           |           |
| 512 | UFC 248: Adesanya vs. Romero                  | 7 de marzo de 2020       | T-Mobile Arena                 | Las Vegas, Nevada, USA           |           |
| 513 | UFC Fight Night: Lee vs. Oliveira             | 14 de marzo de 2020      | Ginásio Nilson Nelson          | Brasília, BRA                    |           |
| –   | UFC Fight Night: Woodley vs. Edwards          | 21 de marzo de 2020      | The O2 Arena                   | Londres, UK                      | Cancelado |
| –   | UFC on ESPN: Ngannou vs. Rozenstruik          | 28 de marzo de 2020      | Nationwide Arena               | Columbus, Ohio, USA              | Cancelado |
| –   | UFC Fight Night: Overeem vs. Harris           | 11 de abril de 2020      | Moda Center                    | Portland, Oregón, USA            | Cancelado |
| –   | UFC Fight Night: Smith vs. Teixeira           | 25 de abril de 2020      | Pinnacle Bank Arena            | Lincoln, Nebraska, USA           | Cancelado |
| –   | UFC Fight Night: Hermansson vs. Weidman       | 2 de mayo de 2020        | Chesapeake Energy Arena        | Oklahoma City, Oklahoma, USA     | Cancelado |
| 514 | UFC 249: Ferguson vs. Gaethje                 | 9 de mayo de 2020        | VyStar Veterans Memorial Arena | Jacksonville, Florida, USA       |           |
| 515 | UFC Fight Night: Smith vs. Teixeira           | 13 de mayo de 2020       | VyStar Veterans Memorial Arena | Jacksonville, Florida, USA       |           |
| 516 | UFC on ESPN: Overeem vs. Harris               | 16 de mayo de 2020       | VyStar Veterans Memorial Arena | Jacksonville, Florida, USA       |           |
| 517 | UFC on ESPN: Woodley vs. Burns                | 30 de mayo de 2020       | UFC Apex                       | Las Vegas, USA                   |           |
| 518 | UFC 250: Nunes vs. Spencer                    | 6 de junio de 2020       | UFC Apex                       | Las Vegas, USA                   |           |
| 519 | UFC on ESPN: Eye vs. Calvillo                 | 13 de junio de 2020      | UFC Apex                       | Las Vegas, USA                   |           |
| 520 | UFC on ESPN: Blaydes vs. Volkov               | 20 de junio de 2020      | UFC Apex                       | Las Vegas, USA                   |           |
| 521 | UFC on ESPN: Poirier vs. Hooker               | 27 de junio de 2020      | UFC Apex                       | Las Vegas, USA                   |           |
| 522 | UFC 251: Usman vs. Masvidal                   | 11 de julio de 2020      | UFC Fight Island, Yas Island   | Abu Dhabi, EAU                   |           |
| 523 | UFC on ESPN: Kattar vs. Ige                   | 16 de julio de 2020      | UFC Fight Island, Yas Island   | Abu Dhabi, EAU                   |           |
| 524 | UFC Fight Night: Figueiredo vs. Benavidez 2   | 19 de julio de 2020      | UFC Fight Island, Yas Island   | Abu Dhabi, EAU                   |           |
| 525 | UFC on ESPN: Whittaker vs. Till               | 26 de julio de 2020      | UFC Fight Island, Yas Island   | Abu Dhabi, EAU                   |           |
| 526 | UFC Fight Night: Brunson vs. Shahbazyan       | 1 de agosto de 2020      | UFC Apex                       | Las Vegas, Nevada, USA           |           |
| 527 | UFC Fight Night: Lewis vs. Oleinik            | 8 de agosto de 2020      | UFC Apex                       | Las Vegas, Nevada, USA           |           |
| 528 | UFC 252: Miocic vs. Cormier 3                 | 15 de agosto de 2020     | UFC Apex                       | Las Vegas, Nevada, USA           |           |
| 529 | UFC on ESPN: Munhoz vs. Edgar                 | 22 de agosto de 2020     | UFC Apex                       | Las Vegas, Nevada, USA           |           |
| 530 | UFC Fight Night: Smith vs. Rakić              | 29 de agosto de 2020     | UFC Apex                       | Las Vegas, Nevada, USA           |           |
| 531 | UFC Fight Night: Overeem vs. Sakai            | 5 de septiembre de 2020  | UFC Apex                       | Las Vegas, Nevada, USA           |           |
| 532 | UFC Fight Night: Waterson vs. Hill            | 12 de septiembre de 2020 | UFC Apex                       | Las Vegas, Nevada, USA           |           |
| 533 | UFC Fight Night: Covington vs. Woodley        | 19 de septiembre de 2020 | UFC Apex                       | Las Vegas, Nevada, USA           |           |
| 534 | UFC 253: Adesanya vs. Costa                   | 27 de septiembre de 2020 | UFC Fight Island, Yas Island   | Abu Dhabi, EAU                   |           |
| 535 | UFC on ESPN: Holm vs. Aldana                  | 4 de octubre de 2020     | UFC Fight Island, Yas Island   | Abu Dhabi, EAU                   |           |
| 536 | UFC Fight Night: Moraes vs. Sandhagen         | 11 de octubre de 2020    | UFC Fight Island, Yas Island   | Abu Dhabi, EAU                   |           |
| 537 | UFC Fight Night: Ortega vs. The Korean Zombie | 18 de octubre de 2020    | UFC Fight Island, Yas Island   | Abu Dhabi, EAU                   |           |
| 538 | UFC 254: Khabib vs. Gaethje                   | 25 de octubre de 2020    | UFC Fight Island, Yas Island   | Abu Dhabi, EAU                   |           |
| 539 | UFC Fight Night: Hall vs. Silva               | 31 de octubre de 2020    | UFC Apex                       | Las Vegas, Nevada, USA           |           |
| 540 | UFC on ESPN: Santos vs. Teixeira              | 7 de noviembre de 2020   | UFC Apex                       | Las Vegas, Nevada, USA           |           |
| 541 | UFC Fight Night: Felder vs. dos Anjos         | 14 de noviembre de 2020  | UFC Apex                       | Las Vegas, Nevada, USA           |           |
| 542 | UFC 255: Figueiredo vs. Perez                 | 21 de noviembre de 2020  | UFC Apex                       | Las Vegas, Nevada, USA           |           |
| 543 | UFC on ESPN: Smith vs. Clark                  | 28 de noviembre de 2020  | UFC Apex                       | Las Vegas, Nevada, USA           |           |
| 544 | UFC on ESPN: Hermansson vs. Vettori           | 5 de diciembre de 2020   | UFC Apex                       | Las Vegas, Nevada, USA           |           |
| 545 | UFC 256: Figueiredo vs. Moreno                | 12 de diciembre de 2020  | UFC Apex                       | Las Vegas, Nevada, USA           |           |
| 546 | UFC Fight Night: Thompson vs. Neal            | 19 de diciembre de 2020  | UFC Apex                       | Las Vegas, Nevada, USA           |           |